# Chương trình 167
Chương trình 167 là chương trình chính sách hỗ trợ hộ nghèo về nhà ở của chính phủ Việt Nam, được thực thi theo Quyết định số 167/2008/QĐ-TTg ngày 12/12/2008 của Thủ tướng Chính phủ về chính sách hỗ trợ hộ nghèo về nhà ở. Mục đích của Chương trình 167 là hỗ trợ các hộ nghèo để có nhà ở ổn định, an toàn, từng bước nâng cao mức sống, góp phần xoá đói, giảm nghèo bền vững. Đối tượng của Chương trình 167 là: hộ nghèo ở khu vực nông thôn chưa có nhà (hoặc nhà tạm bợ, nhà đã hỏng) và không thuộc diện đối tượng của Chương trình 134. Các đối tượng trên sẽ nhận được sự hỗ trợ của Chính phủ theo một trật tự ưu tiên quy định trong Quyết định số 167/2008/QĐ-TTg. Nhà nước hỗ trợ, cộng đồng giúp đỡ, hộ gia đình tham gia đóng góp để xây dựng được một căn nhà có diện tích sử dụng tối thiểu 24m²; tuổi thọ căn nhà từ 10 năm trở lên.